# Campeonato Português da Primeira Divisão de Hóquei em Campo de 2018-19
O Campeonato Português da Primeira Divisão de Hóquei em Campo de 2018/2019 foi a 69ª edição, competição organizada pela Federação Portuguesa de Hóquei, foi disputada por 6 equipas, em duas fases. O Casa Pia Atlético Clube conquistou o seu 2º título.

## 2ª Fase: Play Off
FINAL (Jogo 3) – Não foi necessário
Final 2 – 02.Junho.2019 Juventude HC - Casa Pia AC, 1-4, EH Lousada
Final 1 – 01.Junho.2019 Casa Pia AC - Juventude HC, 4-1, Jamor

1/2 Final 2 - 26.Maio.2019 Juventude HC – CFU Lamas-Hóquei, 2-0, 3-2 shootouts, EH Lousada
1/2 Final 2 - 26.Maio.2019 Casa Pia AC – AD Lousada, 1-0, Jamor
1/2 Final 1 – 25.Maio.2019 CFU Lamas-Hóquei – Juventude HC, 3-1, Sintétco de Lamas
1/2 Final 1 – 25.Maio.2019 AD Lousada – Casa Pia AC, 3-3, EH Lousada
Não pode haver empates; se, no final dos 70 min, o jogo estiver empatado, o vencedor será encontrado no desempate por shoot-outs (SO)

### Melhores Marcadores
| Pos. | Nome             | Equipa      | Golos |
| ---- | ---------------- | ----------- | ----- |
| 1    | João Penetra     | Casa Pia AC | 16    |
| 2    | Pedro Pinto      | CFU Lamas   | 15    |
| 3    | Rogier Shaeffers | Casa Pia AC | 8     |

## Clasificação da Fase de Apuramento
|    | Clasificação 2016-2017 | J  | V | E | D | GM | GS | Dif. | Pts |
| -- | ---------------------- | -- | - | - | - | -- | -- | ---- | --- |
| 1. | Casa Pia AC            | 10 | 7 | 3 | 0 | 34 | 9  | +25  | 24  |
| 2. | CFU Lamas              | 10 | 7 | 2 | 1 | 26 | 13 | +13  | 23  |
| 3. | Juventude HC           | 10 | 5 | 3 | 2 | 26 | 20 | +6   | 18  |
| 4. | AD Lousada             | 10 | 2 | 3 | 5 | 31 | 30 | +1   | 9   |
| 5. | CF Benfica             | 10 | 2 | 0 | 8 | 13 | 45 | -32  | 6   |
| 6. | GD Viso                | 10 | 1 | 0 | 9 | 19 | 33 | -14  | 0   |

## Calendário
|              | CPAC | CFUL | JHC | ADL | CFB | GDV |
| Casa Pia AC  |      | 1-0  | 4-0 | 4-2 | 7-0 | 3-1 |
| CFU Lamas    | 1-1  |      | 3-1 | 2-3 | 4-2 | 5-2 |
| Juventude HC | 3-3  | 0-0  |     | 4-4 | 4-0 | 4-3 |
| AD Lousada   | 1-1  | 2-4  | 2-3 |     | 8-1 | 6-6 |
| CF Benfica   | 0-8  | 1-3  | 1-4 | 4-2 |     | 4-2 |
| GD Viso      | 1-2  | 1-3  | 0-3 | 0-2 | 3-1 |     |